# 香港青年獎勵計劃

地球和平鴿標誌

香港青年獎勵計劃（英語：The Hong Kong Award for Young People，縮寫：HKAYP），是國際青年獎勵計劃協會（The International Award Association）成員之一。（The Duke of Edinburgh's Award）。 獎勵計劃包括五個範疇，分別是服務科、野外鍛鍊科、技能科、康樂體育科及團體生活科，考取銅章及銀章者只需要完成前四科，而想考取金章，則需要完成五科。計劃目的是鼓勵14至24歲年青人透過不同訓練完成獎勵計劃的要求，從而培養青少年人勇於挑戰及堅毅不屈的精神。獎章級別包括銅章、銀章及金章。每年特首都會為完成金章級的參加者頒贈獎章。

## 架構

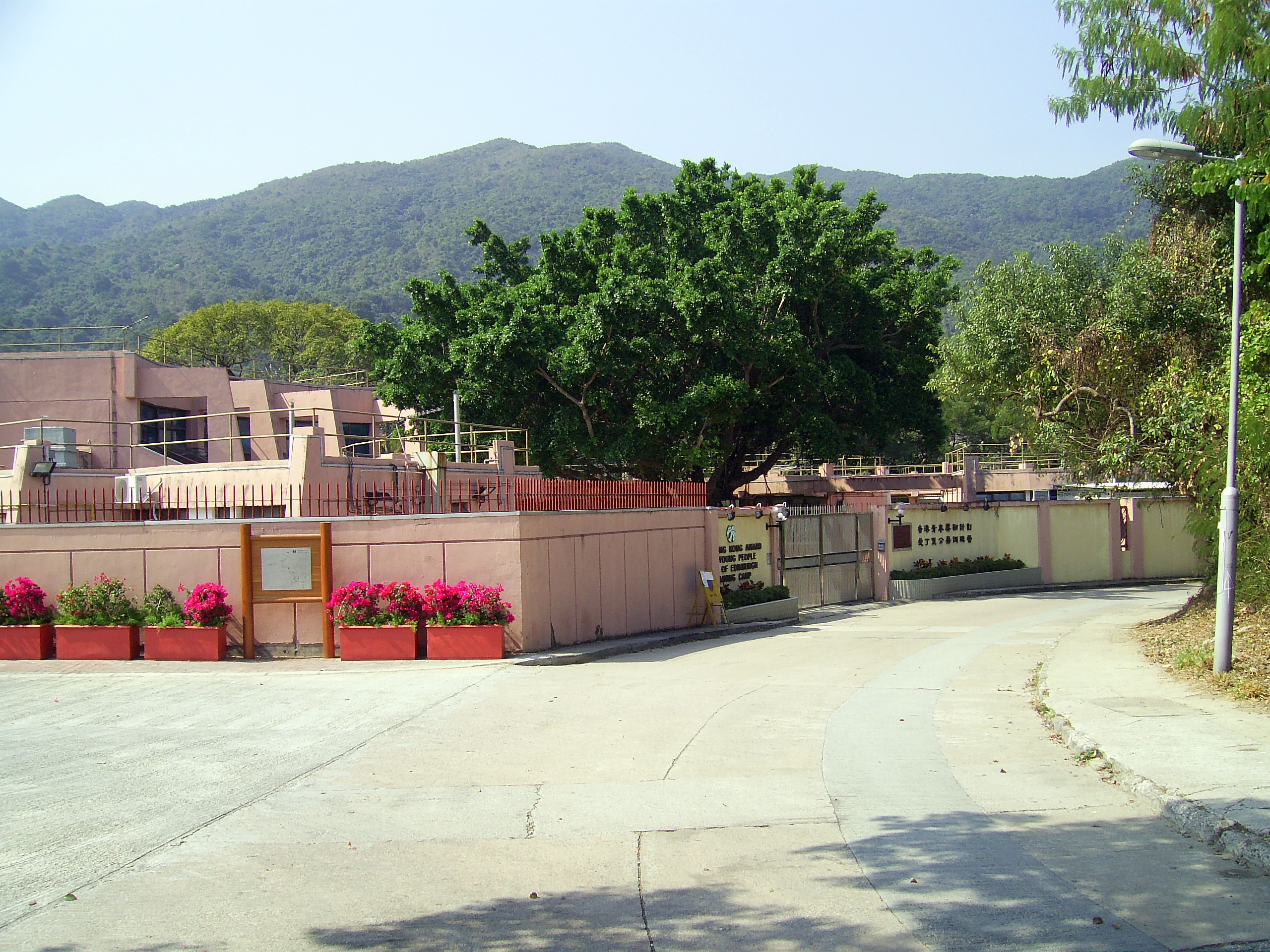
愛丁堡公爵訓練營

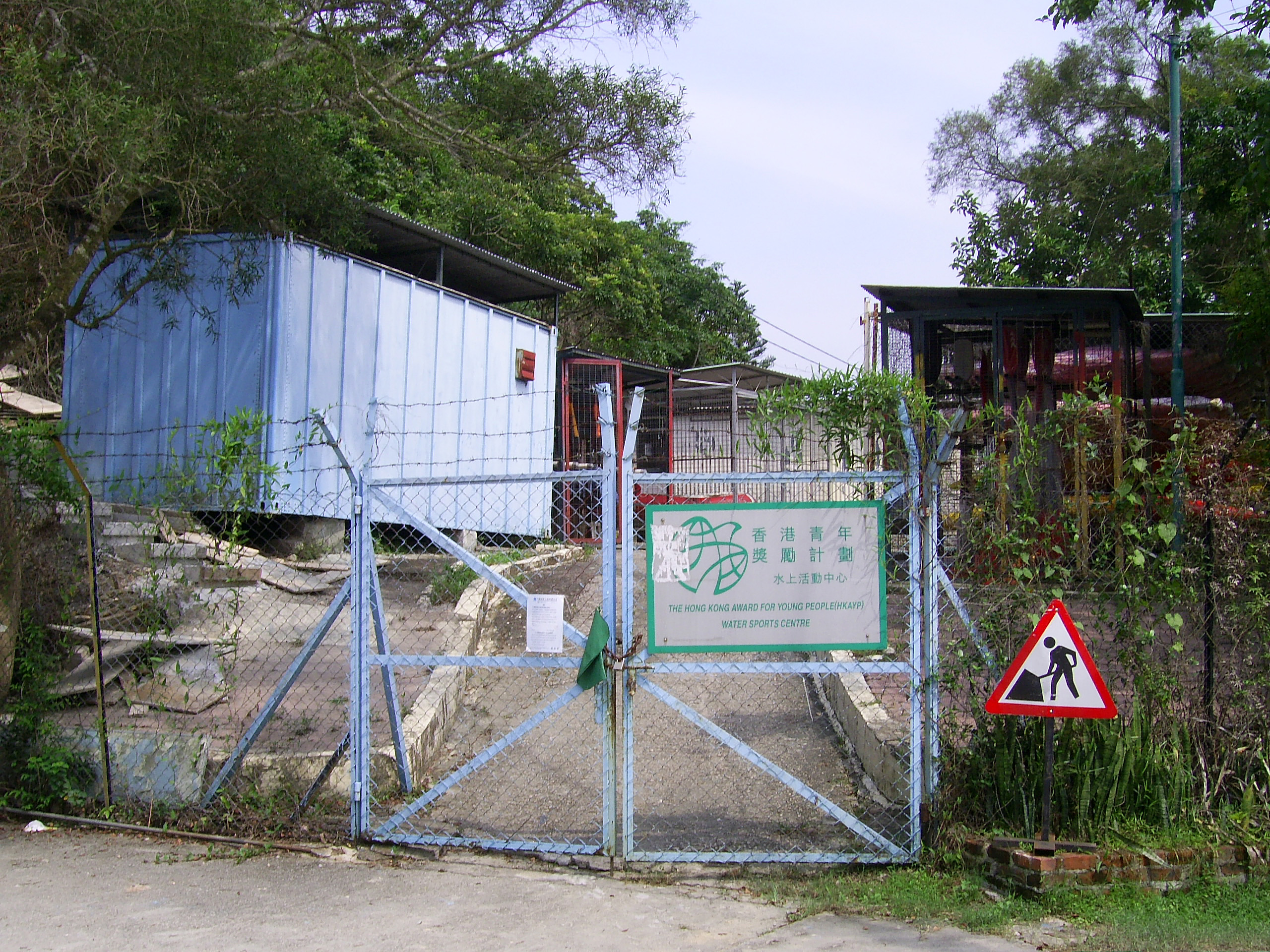
獎勵計劃水上活動中心

執行處
- 直屬執行處
- 香港基督少年軍執行處
- 香港中華基督教青年會執行處
- 民眾安全服務隊執行處
- 懲教署執行處
- 香港少年領袖團執行處
- 香港航空青年團執行處
- 香港女童軍總會執行處
- 香港路德會社會服務處執行處
- 香港遊樂場協會執行處
- 香港警察執行處
- 香港海事青年團執行處
- 香港聖公會執行處
- 學校執行處
- 香港童軍總會執行處
- 東華三院執行處
- 職業訓練局執行處
- 仁愛堂執行處

贊助人
- 李家超 先生（行政長官）

### 獎勵計劃理事會
主席
- 郭永亮 先生, JP

副主席
- 彭穎生 先生, MH

義務司庫
- 馬清揚 博士

委員
- 許嘉俊 先生
- 羅曉琪 女士
- 林志江 校長
- 李曠怡 先生
- 彭朗聰 先生
- 鍾婧薇 女士
- 郭振文 先生
- 葉芷菱 女士
- 梁劍秋 先生
- 楊燕芝 女士
- 陳龍盛 先生
- 鄺震凌 先生
- 林曉盈 女士
- 陳嘉慧 女士
- 何迪夫 先生
- 陸海 女士, BBS, MH, JP
- 胡勁恒 先生
- 余皓媛 女士
- 懸空（民政事務局局長代表）
- 曾淑賢 女士（香港警務處處長代表）
- 何麗嫻 女士（教育局局長代表）
- 張韻筠 女士（勞工處處長代表）

秘書
- 陳潔儀 女士

### 前任主席
- 馮秉芬 爵士（已故）
- 王澤森 博士（已故）
- 伍秉堅 先生, JP（已故）
- 吳樹熾 博士, CBE, LLD, FBIM, FIOP, F Inst D, JP（已故）
- 李澤培 先生, SBS, OBE, JP
- 夏佳理 博士, GBM, CVO, GBS, OBE, JP
- 范佐浩 先生, SBS, JP
- 何子樑 先生, MBE
- 陳仲尼 先生, SBS, JP
- 羅仁禮 先生, MH, JP

## 五科活動

### 服務科
服務科的目的是想參加者學習服務他人；本科鼓勵青年人培養服務社會、互相幫助的精神，活動的重點在於要求參加者定期及持續地學習或給予服務。
參加者進行服務前，必須接受相關的輔導及訓練，並須清楚了解受助者的需要，從而提供適當的服務。參加者應從訓練及實際服務中學習體察別人的需要，培養服務他人的精神。參加者的服務必須不是其工作或學業的一部份。
參加者必須接受訓練，及盡量參與實際服務。因此，首要考慮的是活動的服務方式可用何種形式進行，繼而是所需的訓練，從而使參加者更妥善地參與服務。對於非專門性的實際服務，參加者只需接受簡介或輔導形式的訓練，但對於某些實際服務，參加者或需接受有關方面的專門訓練，方可參與實際服務。
服務形式分為以下三組：

第一組 ⎯ 以實際參與為主的服務

第二組 ⎯ 要求專門訓練的服務

第三組 ⎯ 要求特定資格的服務

活動的選擇應以既能反映參加者的興趣、天賦和能力，又能為參加者帶來挑戰的服務為合。
第二組及第三組的活動，不能用作第一組的服務內容；而第二組的參加者必須完成有關的訓練課程，第三組的參加者則必須取得有關的特定資格。

### 技能科
技能科的目的在鼓勵年青人從各式各樣的文化、社交和實用技能的活動中選擇既能為自己帶來滿足感而又具有意義的活動，從事努力不懈的學習。
參加者選擇的活動，可以是持久而循序漸進的活動(如橋牌、集郵或演奏樂器)，或研究個人感興趣的事物(如潮流風氣、人際關係或金錢的運用)，或努力完成一項工作(如製造簡單傢具、小艇或編排戲劇)。
參加者可獨自或參加小組鍛鍊技能。所需的知識和經驗，可透過參加課程或自行研習取得，但上述兩種鍛鍊技能的方式均應包含深入研究及實習。
本科鼓勵參加者在鍛鍊技能的同時，多與經驗豐富的人士接觸，例如加入有關社團或向個別專家學習。
參加者所鍛鍊的技能，或會與其在校內或所從事的職業所得到的技能相關，但只要能證明在閒暇時間自願加倍努力進行鍛鍊，亦可用作本科活動。

### 野外鍛鍊科
本科參加者必須以小組形式在郊野、水道或海上進行一個獨立自主、自給自足、有明確目的及富挑戰性之野外鍛鍊活動。此活動必須讓參加者有機會在最少的協助下完成。
本科活動要求參加者：
- 接受足夠的理論及實習訓練，以便能夠安全地進行所選擇的活動
- 具有想像力及進取精神
- 未雨綢繆，仔細留意旅程的細節及做好預備及統籌的工作
- 具有完成活動的決心
- 分工合作，鍛鍊領導能力、合作性及自立性

### 康樂體育科
康樂體育科的目的是為要鼓勵年青人參與康樂體育活動，以強身健體，並提高自己的技術水平。
- 本科認為參與康樂體育活動對身體健康是非常重要的。
- 透過達到體能上的挑戰，參加者可獲得持續的滿足感和成就感。
- 年青人透過參與康體活動，可建立活躍的生活態度。
- 年青人應有機會選擇一項適合自己的康體活動參加，透過努力鍛鍊達成自己的目標。

### 團體生活科
本科旨為鼓勵青年人參加一些需要與陌生人共同生活一段期間而又具有意義的外宿活動。
透過與陌生人共同生活及工作的經驗，使參加者變得更加成熟及培養出責任感。

## 服務單位
- 獎勵計劃總辦事處
- 九龍區獎勵計劃中心
- 新界區獎勵計劃中心
- 香港青年獎勵計劃賽馬會愛丁堡公爵訓練營
- 香港青年獎勵計劃賽馬會野外鍛鍊中心

## 外部連結
- 香港青年獎勵計劃 （页面存档备份，存于）
- 香港青年獎勵計劃營舍服務 （页面存档备份，存于）